# Spinus (zoologia)
Spinus Koch, 1816 è un genere di uccelli passeriformi della famiglia Fringillidae. Al genere vengono ascritte le specie note col nome comune di lucherini.

## Etimologia
Il nome scientifico del genere, Spinus, deriva dal greco σπινος (spinos), uccello sconosciuto (ma verosimilmente legato ai fringillidi) citato da Aristofane, Esichio di Mileto e altri.

## Descrizione
Al genere vengono ascritte le specie di fringillidi di minori dimensioni, il lucherino minore ed il lucherino andino, che misurano circa 9 cm di lunghezza: il "gigante" del genere è il lucherino beccogrosso, che raggiunge i 14 cm di lunghezza.
Tutte le specie ascritte al genere presentano becco conico sottile e appuntito, coda corta e lievemente forcuta e ali appuntite. Il piumaggio presenta variazioni anche consistenti in seno al genere, tuttavia generalmente si presenta nero su almeno alcune parti della testa, sulle ali e sulla coda, mentre la faccia e le aree ventrali si presentano gialle ed il dorso più scuro: notabili eccezioni sono rappresentate dal negrito della Bolivia, interamente nero, e dal cardinalino del Venezuela, con testa, ali e coda nere e piumaggio rosso. Il dimorfismo sessuale è sempre presente e in alcuni casi molto accentuato, con le femmine che mancano quasi completamente del lipocromo e presentano quindi livrea molto più sobria rispetto ai maschi.

## Biologia
In generale, le specie ascritte al genere sono diurne, molto miti e vivaci e tendenzialmente gregarie all'infuori del periodo riproduttivo, quando le coppie tendono ad appartarsi e a divenire territoriali. La dieta di questi uccelli si basa sui piccoli semi, che vengono estratti dalle infiorescenze grazie al becco sottile e allungato, tuttavia essi si rivelano molto ghiotti anche di pinoli e bacche, e durante il periodo riproduttivo integrano inoltre la propria dieta con invertebrati.
Al genere vengono ascritti uccelli monogami, i cui maschi cantano per conquistare le femmine ed in seguito per delimitare il territorio e tenere lontano i rivali: la costruzione del nido a coppa e la cova sono a carico della femmina, mentre all'allevamento della prole partecipa anche il maschio.

## Distribuzione e habitat
La stragrande maggioranza delle specie ascritte al genere vive in America, ad eccezione del lucherino comune (che ha diffusione paleartica) e del verzellino tibetano (che, come intuibile dal nome, abita le pendici dell'Himalaya).
La maggior parte delle specie è adattata a un ambiente montano, tuttavia non mancano specie diffuse in aree tropicali o temperate, purché vi sia presenza di aree alberate dove trovare cibo e riparo e di fonti permanenti d'acqua dolce.

## Tassonomia

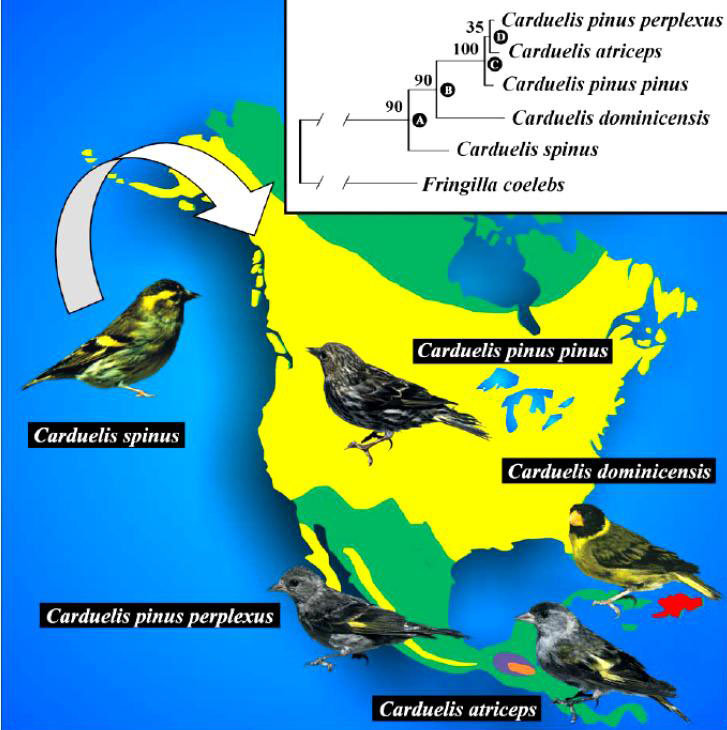
Speciazione del genere Spinus nel Nuovo Mondo.

Al genere vengono ascritte venti specie:
- Spinus thibetanus (Hume, 1872) - verzellino del Tibet
- Spinus lawrencei (Cassin, 1850) - cardellino di Lawrence
- Spinus tristis (Linnaeus, 1758) - lucherino americano
- Spinus psaltria (Say, 1822) - lucherino minore
- Spinus spinus (Linnaeus, 1758) - lucherino eurasiatico
- Spinus dominicensis (Bryant, 1867) - lucherino delle Antille
- Spinus pinus (Wilson, 1810) - lucherino dei pini
- Spinus atriceps (Salvin, 1863) - lucherino del Guatemala
- Spinus notatus (Du Bus de Gisignies, 1847) - lucherino pettonero
- Spinus barbatus (Molina, 1782) - lucherino dai mustacchi
- Spinus xanthogastrus (Du Bus de Gisignies, 1855) - lucherino ventregiallo
- Spinus olivaceus Berlepsch & Stolzmann, 1894 - lucherino olivaceo
- Spinus magellanicus (Vieillot, 1805) - lucherino monaco
- Spinus siemiradzkii (Berlepsch & Taczanowski, 1884) - lucherino zafferano
- Spinus yarrellii (Audubon, 1839) - lucherino facciagialla
- Spinus cucullatus (Swainson, 1820) - cardinalino del Venezuela
- Spinus atratus d'Orbigny & Lafresnaye, 1837 - negrito della Bolivia
- Spinus uropygialis (Sclater, 1862) - lucherino della Cordigliera
- Spinus crassirostris (Landbeck, 1877) - lucherino beccogrosso
- Spinus spinescens (Bonaparte, 1850) - lucherino andino

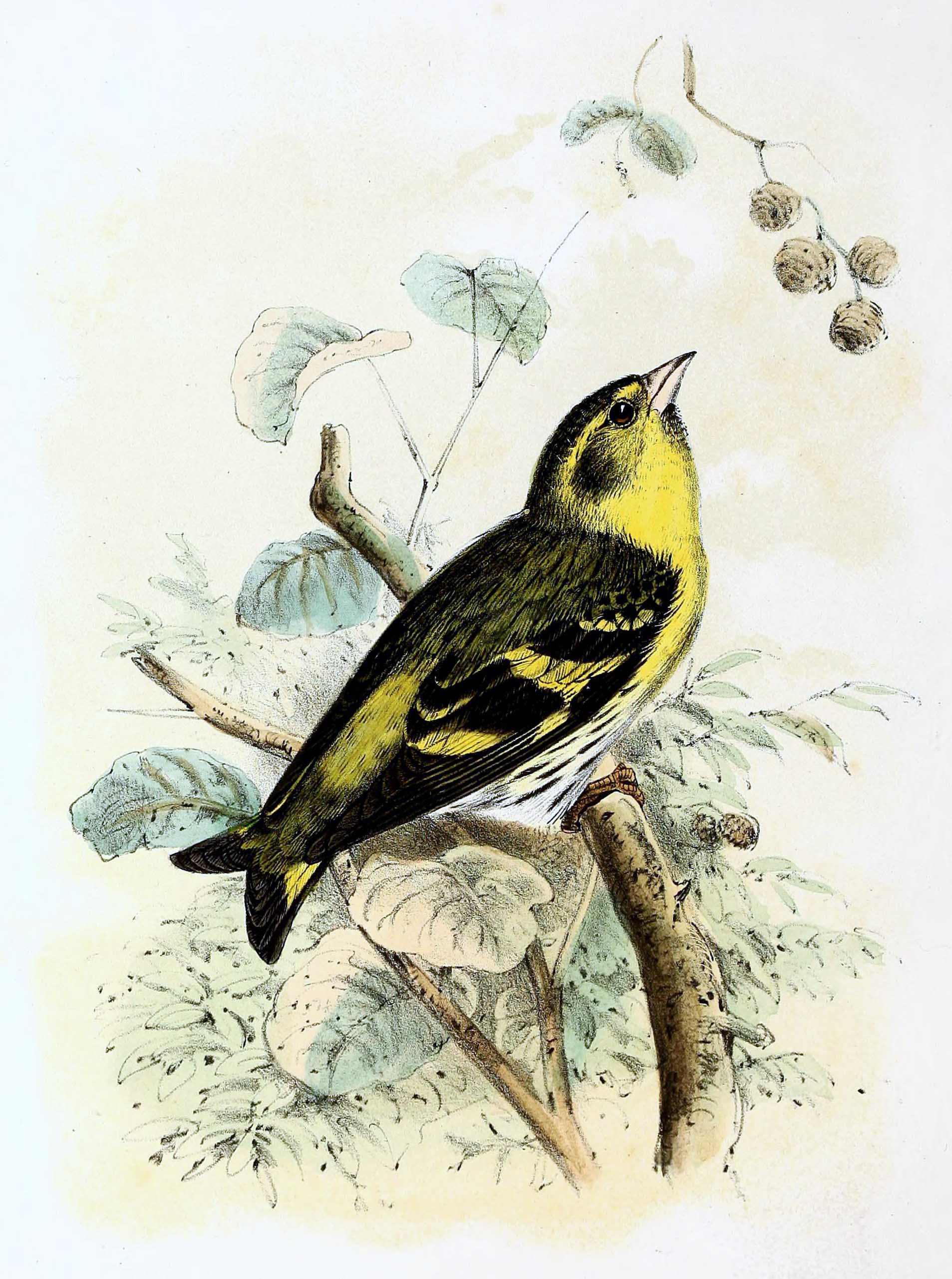
Spinus spinus
Spinus tristis
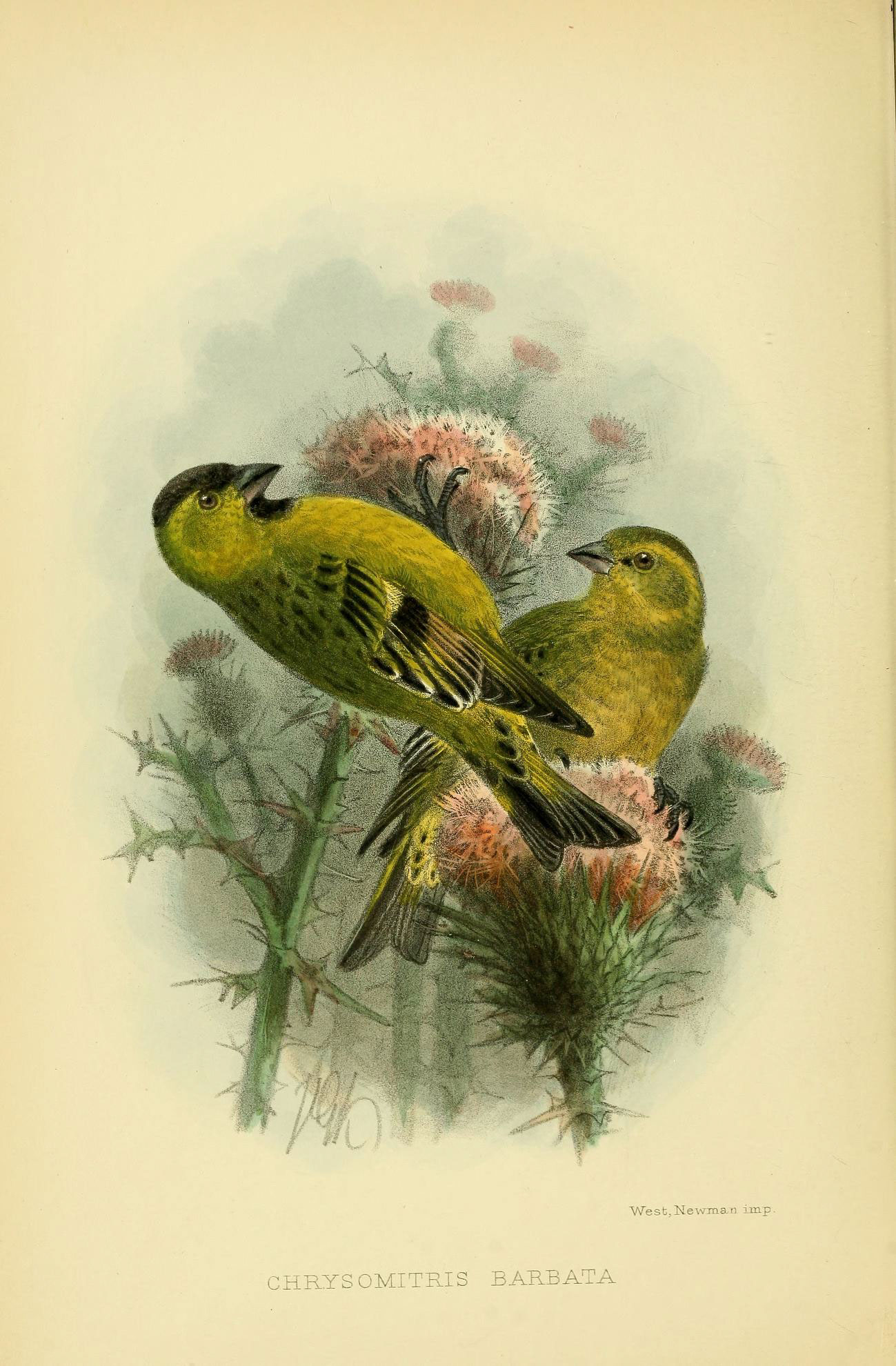
Spinus barbatus
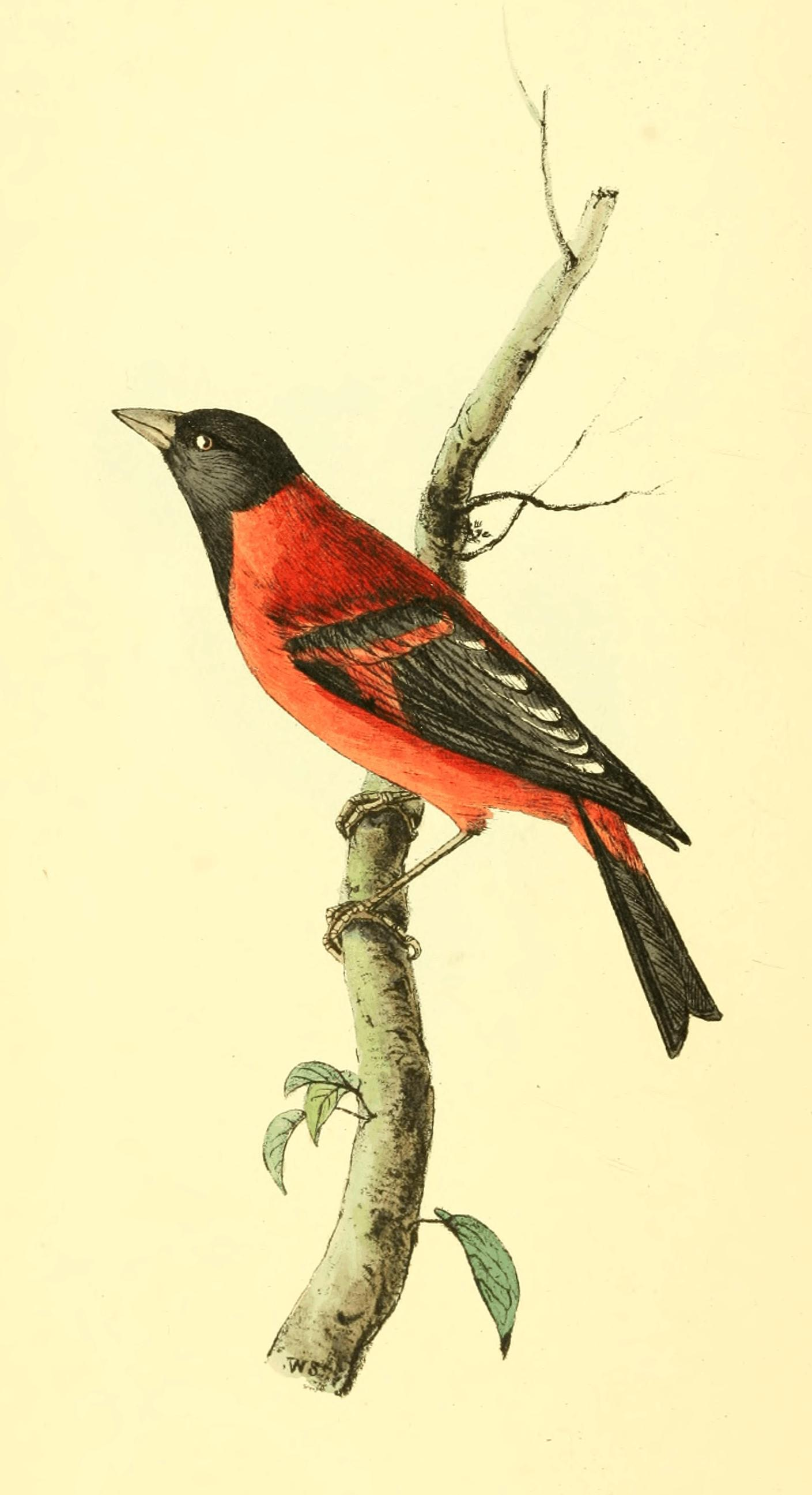
Spinus cucullatus
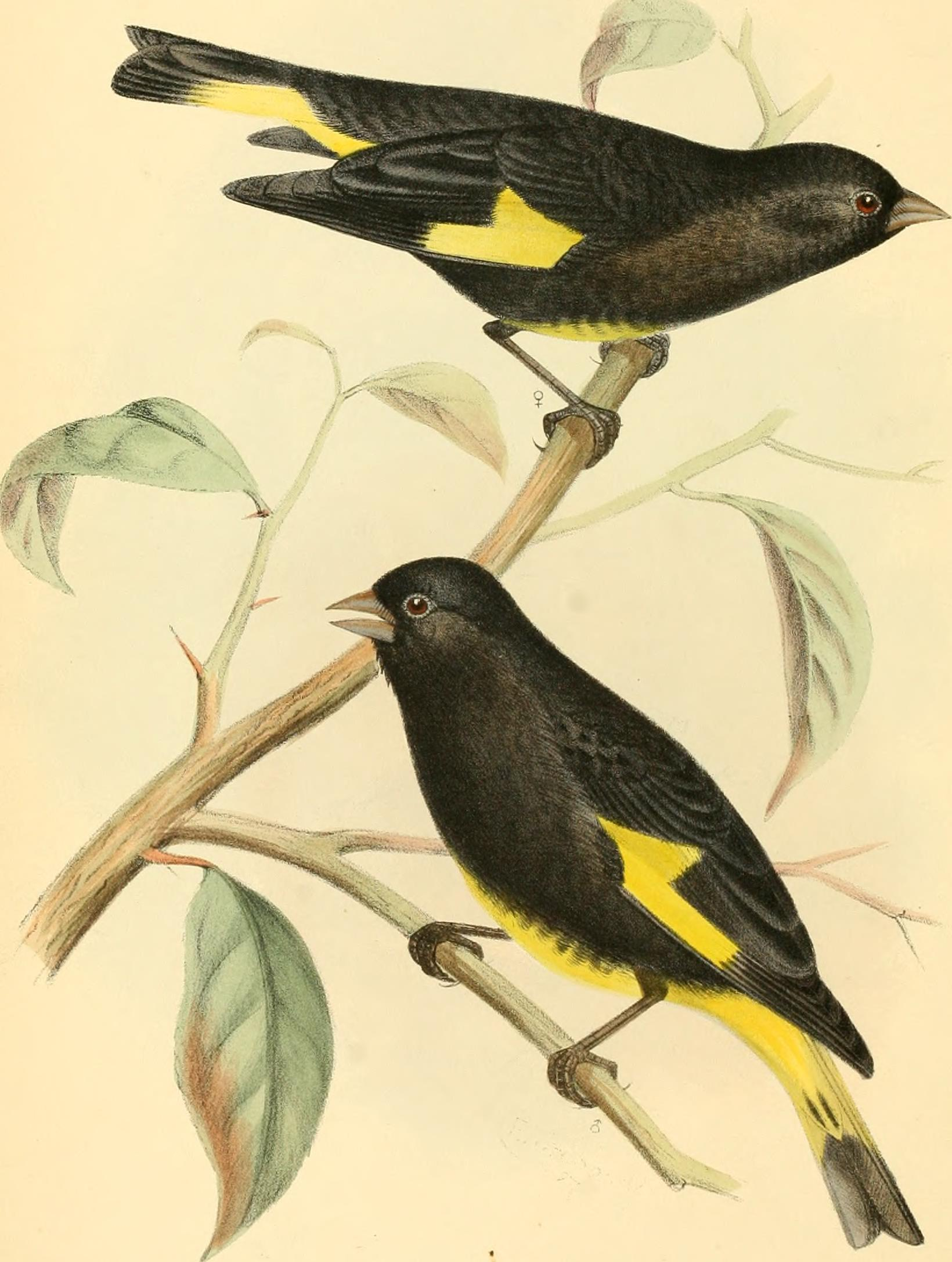
Spinus atratus
S.dominicensis.
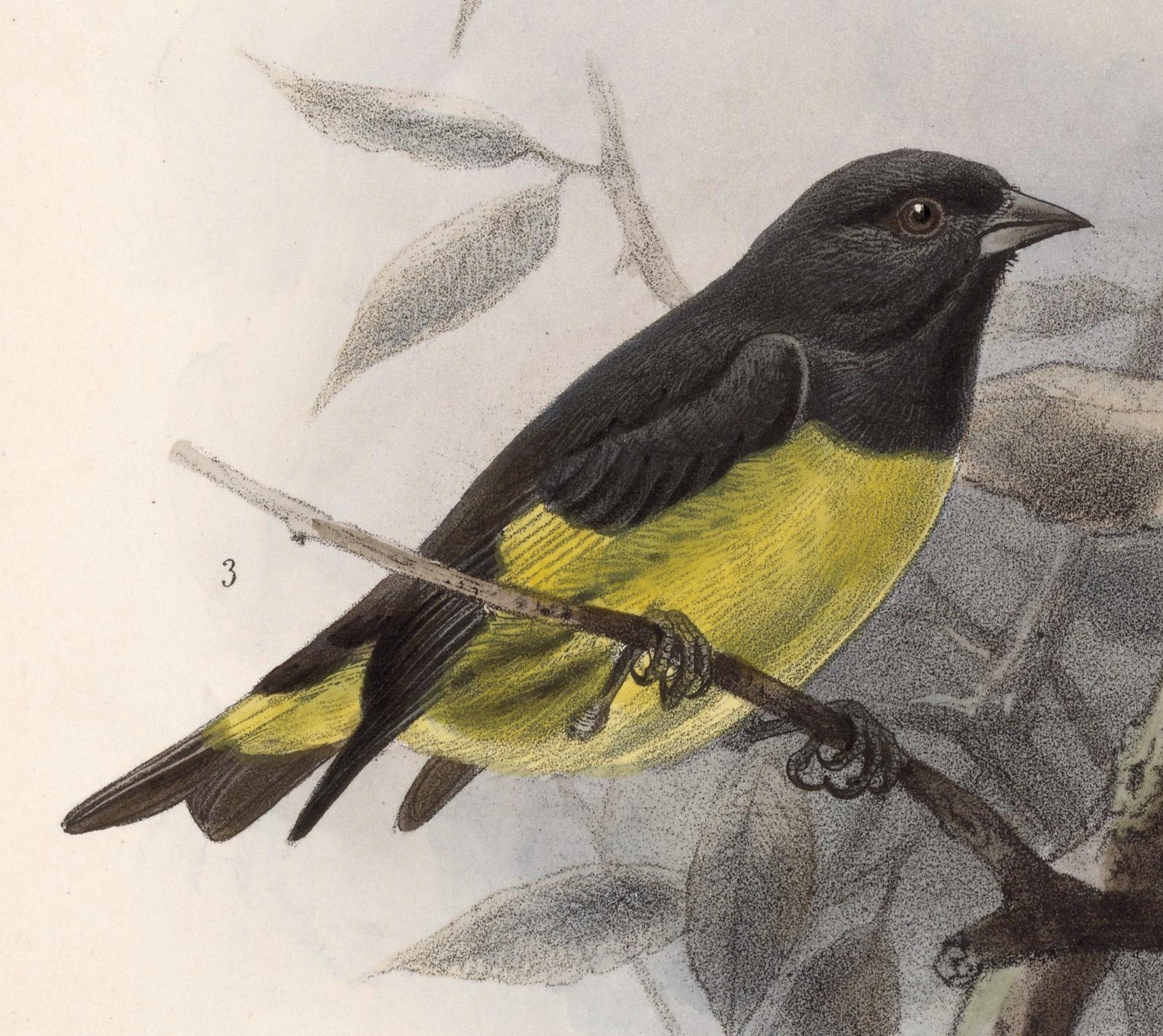
S. xanthogastrus.

L'intero genere veniva in passato accorpato a Carduelis (ad eccezione del verzellino tibetano, proveniente da Serinus), il quale, a seguito di analisi del DNA mitocondriale, si è rivelato polifiletico.
Nell'ambito della tribù dei Carduelini, Spinus occupa un clade proprio assieme a Serinus, all'interno del quale sono a loro volta identificabili quattro cladi, da alcuni trattati come generi a sé stanti e corrispondenti ad altrettanti eventi di radiazione evolutiva:
- un primo clade, comprendente il solo verzellino tibetano, corrispondente al supposto genere Chionomitris;
- un secondo clade, comprendente il cardellino americano, il cardellino di Lawrence e il lucherino minore, corrispondente al supposto genere Astragalinus;
- un terzo clade, comprendente le varie specie di lucherino dell'emisfero boreale;
- un quarto clade, comprendente le specie di lucherino centro e sudamericane e corrispondente al supposto genere Sporagra.